# Sun Hung Kai/Scallywag

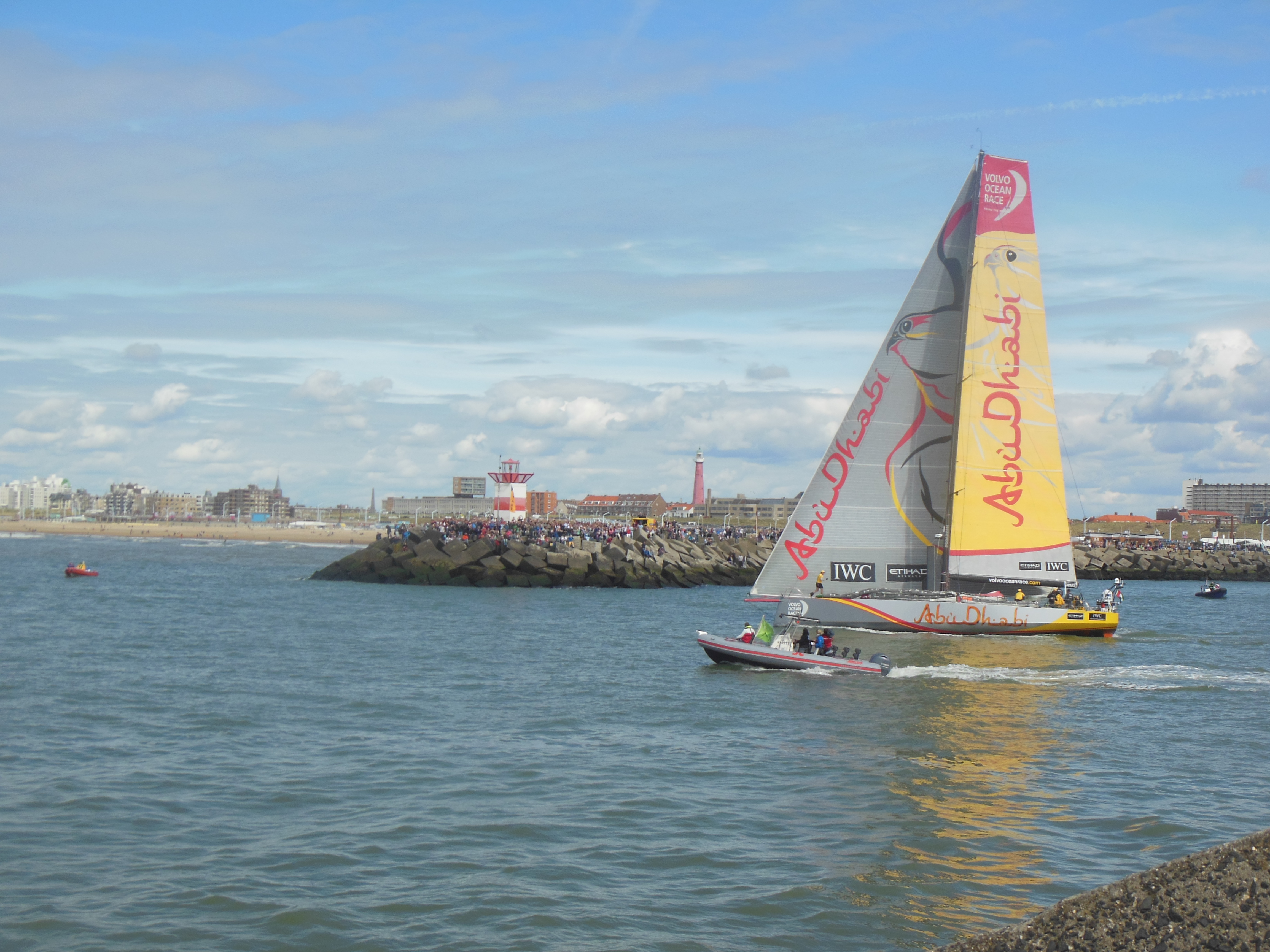
De boot die ze gebruiken was de boot van Abu Dhabi Ocean Racing in de 2014-2015 editie

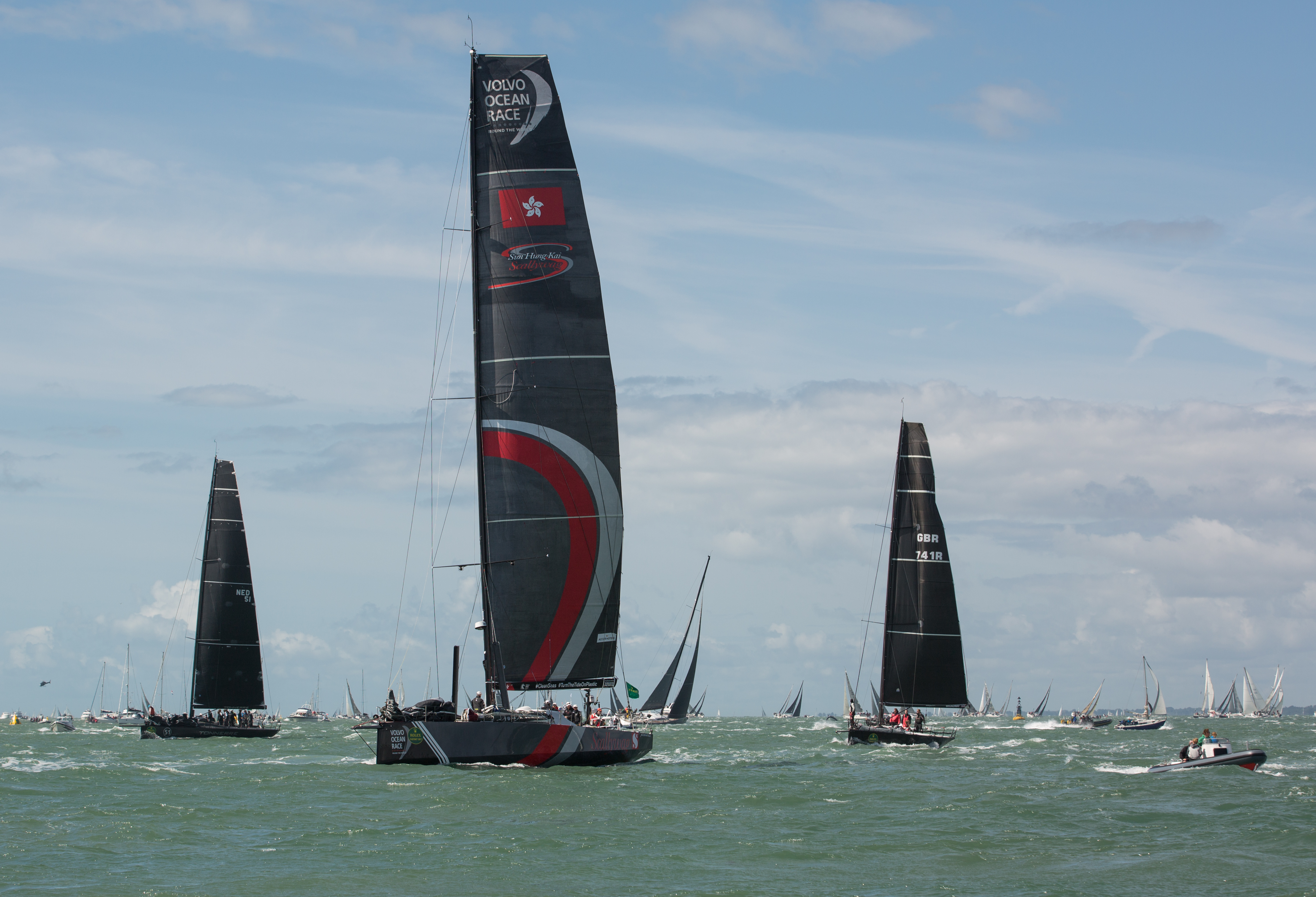
Sun Hung Kai/Scallywag tijdens het Fastnet weekend 2017

Sun Hung Kai/Scallywag is een zeilteam dat onder de vlag van de Hong Kong deelneemt aan de Volvo Ocean Race 2017-2018.

## Editie 2017-2018

### Bemanning
Het team bestond uit de volgende bemanningsleden:
| Naam                | Positie    | Nationaliteit       | Geboortedatum    | Eerdere deelnames |
| ------------------- | ---------- | ------------------- | ---------------- | ----------------- |
| David Witt          | Schipper   | Australië           | 5 maart 1971     | 1                 |
| Luke Parkinson      | Teamlid    | Australië           | 22 februari 1990 | 1                 |
| Annemieke Bes       | Teamlid    | Nederland           | 16 maart 1978    | 1                 |
| Ben Piggott         | Voordekker | Australië           | 1996             | 0                 |
| Libby Greenhalgh    | Navigator  | Verenigd Koninkrijk | 3 augustus 1980  | 1                 |
| John Fisher         | Teamlid    | Verenigd Koninkrijk | 1970 - 2018      | 0                 |
| Alex Gough          | Teamlid    | Australië           | 31 mei 1993      | 0                 |
| António Fontes      | Teamlid    | Portugal            | 26 juni 1983     | 0                 |
| Trystan Seal        | Teamlid    | Verenigd Koninkrijk | 15 januari 1992  | 0                 |
| Jack Macartney      | Teamlid    | Australië           | 13 juli 1981     | 0                 |
| Grant Wharington    | Teamlid    | Australië           | 1 oktober 1964   | 2                 |
| Marcus Ashley Jones | Teamlid    | Australië           | 28 november 1982 | 1                 |
| Tom Braidwood       | Teamlid    | Australië           | 13 maart 1972    | 3                 |
| Peter Cumming       | Teamlid    | Verenigd Koninkrijk | 2 mei 1979       | 0                 |
| Tom Clout           | Teamlid    | Australië           | 17 juli 1986     | 0                 |